# Strongilah
Strongilah eller Strongyla, död 1548, var en judisk affärsidkare. Hon var kira åt Ayşe Hafsa Sultan, sultan Süleyman I:s mor. 
Hon var dotter till Eliyah Gibor, en karaitisk jude från Krim. Hon är den första dokumenterade kvinnan som agerat som kira i det kejserliga osmanska haremet, något hon ska ha gjort redan lång tid innan Süleyman I tillträdde tronen. Som kira fick hon en inflytelserik ställning som förtrogen åt sin klient, vilket var naturligt i hennes ställning då hon fungerade som mellanhand i att sälja och köpa allt från lyxartiklar till mediciner, samla in information och lämna och hämta brev. 
När hennes klients son besteg tronen år 1520 blev hon kira åt den mäktigaste kvinnan i haremet, och sultanmodern utverkade skattefrihet och tillstånd att äga slavar åt Strongilah och hennes ättlingar, ett tillstånd som förnyades 1612, 1691, 1791, 1839 och 1867, och hennes ättlingar stod i fortsättningen i en särskild skattelängd.  Hon ska ha ägnat sig åt viss hälsovård i haremet.  Hon var möjligen samma karaitiska judinna, som ska ha botat en oidentifierad sultanmoder från en ögonsjukdom, och blivit vida belönad för detta.  År 1532 sände sultanmodern en kira som mellanhand för att få information från Venedigs ambassadör Pietro Zen: kirans namn nämns inte, men det var troligen Strongilah.  Utifrån uppgiften att elden i gamla palatset år 1541 åsamkade henne personliga ekonomiska förluster, tycks hon ha haft en tjänstebostad där.  Hon är möjligen samma kira som noteras ha utfört sekreteraruppgifter åt Roxelana (d. 1558), och även stått nära Mihrimah Sultan, men det kan också ha varit Esther Handali.  
Hon konverterade strax före sin död till islam och tog då namnet Fatma (Fatima) Hatun, men hennes barn behöll sin judiska tro.